# Lavoslav Došen
Lavoslav Došen ili Leopold Dossen von Bilajgrod (25. ožujka 1818. – 13. prosinca 1880.) je bio general austrijske carsko-kraljevske vojske.
Sin je pukovnika austrijske vojske i odlikovanog časnika Napoleonovih snaga, Petra Došena. Njegov stric Antun Došen je bio feldmaršal austrijske vojske.
Proglašen je počasnim građaninom grada Karlovca 1861. godine.
Krajem listopada 1870. je Lavoslav Došen stekao čin general-majora, a umirovio se u rujnu 1874. godine.